# Brouwerij Van Cauwenberghe (Tiegem)

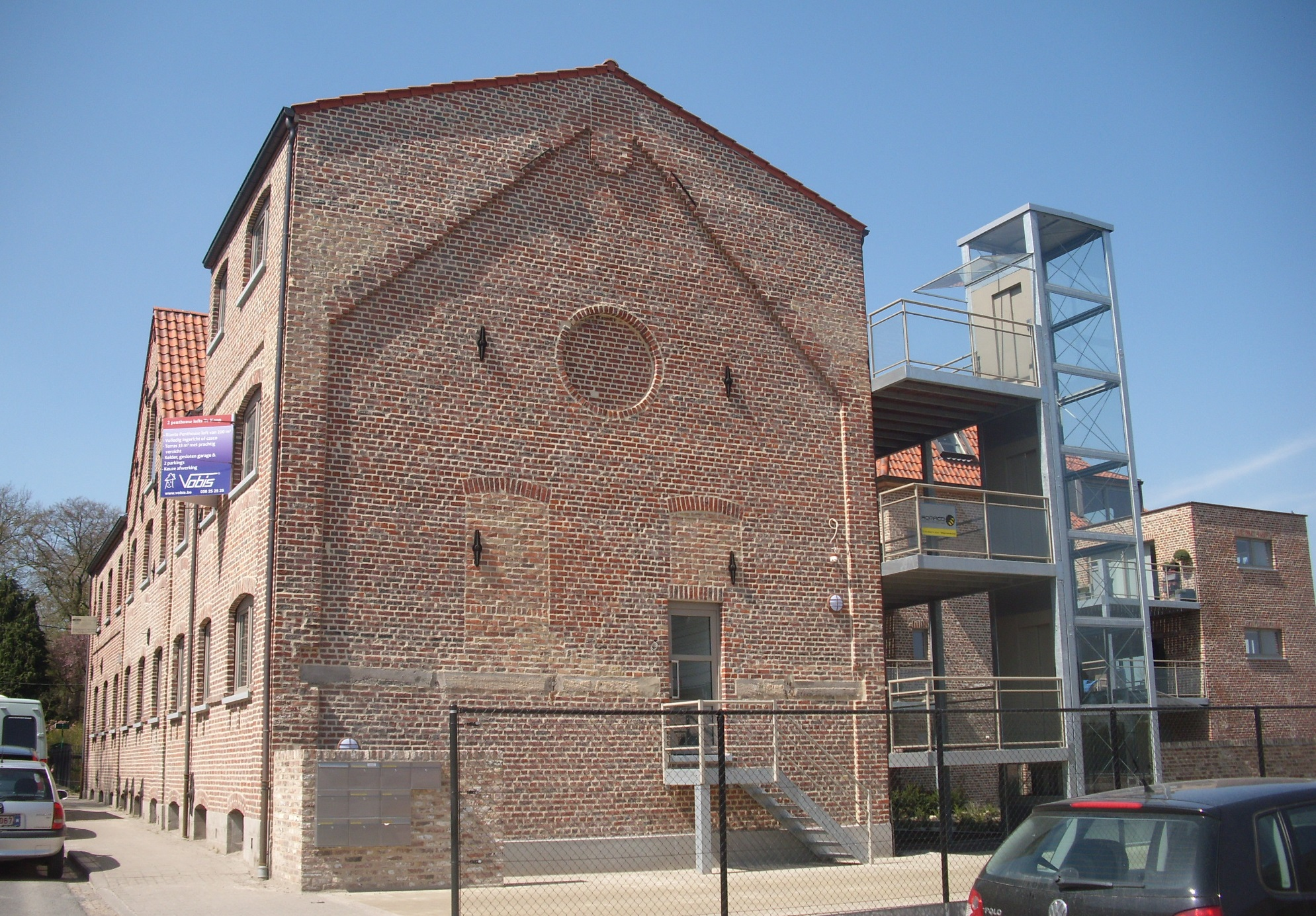
De bedrijfsgebouwen van de voormalige brouwerij.

Brouwerij Van Cauwenberghe is een voormalige bierbrouwerij die was gevestigd in het centrum van het Belgisch dorp Tiegem, een deelgemeente van het West-Vlaamse Anzegem. Thans is ze te situeren in de straat Oostdorp, een deel van de N36. Een aangrenzende straat noemt trouwens Brouwerijdreef.

## Tieberg
In 1851 startte op die site I. Van de Meulebroucke een azijnbrouwerij. In 1897 kwam dokter Honoré Van Cauwenberghe (1843-1922) in het bezit van de eigendom en richtte er een bierbouwerij op. Het bedrijf bleef in werking tot in de jaren '60. De brasserie was ook bekend onder de naam La Flandre en verkocht de bieren met het etiket Tieberg.
Na de sluiting werd de villa en bedrijfsgebouwen verkocht en verder gebruikt door de veevoederfabrikant Avet. Rond 2010 werden de bedrijfsruimte opnieuw verkocht en verbouwd tot een woongelegenheid met 10 lofts en kreeg de naam Tieberg mede.